# Winthrop Ames
Winthrop Ames, né le 25 novembre 1870 et mort le 3 novembre 1937, est un producteur, dramaturge et scénariste américain. Il dirige plusieurs théâtres américains et en adapte, écrit et traduit de nombreuses œuvres.
Pendant trois décennies, au début du XXe siècle, Winthrop Ames exerce une importante influence dans Broadway : son répertoire comprend la production de pièces de Shakespeare, la mise en scène de pièces classiques, de nouvelles pièces, et la reprise des  Savoy opera (en) de Gilbert et Sullivan.

## Biographie
Winthrop Ames est né à North Easton, dans le Massachusetts, de Catherine Hobart et Oakes Angier Ames, dans une riche famille manufacturière. Winthrop Ames étudie l'art et l'architecture à l'université Harvard. Winthrop Ames est le frère ainé de l'acteur Florenz Ames. Il travaille dans le secteur de l'édition avant de se lancer dans une carrière dans le théâtre. En 1911, Winthrop Ames épouse Lucy Cabot à Londres. Le couple a deux filles, Catherine et Joannes.

## Début de carrière
En 1904, Ames se rend en Europe pour étudier les techniques de gestion de soixante compagnies d'opéra et de théâtre. À son retour en Amérique, il devient directeur du Castle Square Theatre à Boston. En 1908, il est nommé directeur général du New Theatre, à Central Park West et à la 62nd Street à New York. En novembre 1909, le théâtre ouvre officiellement au public avec une opulente production d’Antony et Cléopâtre avec Julia Marlowe et EH Sothern. Le New Theatre est alors le plus grand théâtre de New York et Ames commence à monter des productions ambitieuses, allant de Shakespeare à d’autres classiques, en passant par des œuvres modernes. Le théâtre est un échec financier et ferme après seulement deux saisons.
En 1912, contrecarrant le flot commercial de Broadway, Ames utilise son propre argent pour construire le Little Theatre au 240 West 44th Street dans le but de monter des drames expérimentaux et de donner la possibilité à de nouveaux auteurs. Ce théâtre compte 300 places et est, à l'époque, le plus petit théâtre légitime de New York. L'une des pièces qu'il présente en octobre de la première année d'exploitation est Blanche-Neige et les sept nains, qu'il présente comme la « première pièce entièrement écrite pour le plaisir des enfants. » Ames écrit la pièce sous le pseudonyme Jessie Graham White d'après le récit des frères Grimm. La pièce reçoit des critiques favorables. Il construit également le théâtre Boothsur West 45th Street en 1913, et gère le Little Theatre et le Booth jusqu'en 1930.
Les productions les plus remarquables d'Ames à Broadway incluent une adaptation de Prunella (1913), The Philanderer (1913), Une paire de bas de soie (1914), Children of Earth: A Play of New England d'Alice Brown (1915)  et Pierrot the Prodigal (1916). Pendant la Première Guerre mondiale, Ames organise la Over Theatre League, qui organisait le voyage des acteurs en Europe pour divertir les troupes.

## Années ultérieures
Après la guerre, Ames commence à diriger la plupart des spectacles de Broadway qu'il produit, notamment The Betrothal (1918), The Green Goddess (1921), The Truth About Blayds (1922), Will Shakespeare (1923), Beggar on Horseback (1924), Minick (1924). En vieil anglais : White Wings (1926), Escape (1927), Le Marchand de Venise (1928) et Mme Moonlight (1930).

Dans les années 1920, après l’extraordinaire succès des œuvres de Gilbert et Sullivan en Amérique, à la fin du XXe siècle, leur popularité s’est estompée. Ames ravive l'intérêt pour ces opéras comiques avec les saisons riches et animées d'Iolanthe, The Pirates of Penzance et The Mikado de 1926 à 1929. Il dirige lui-même les productions au théâtre Booth, qui reçoit des éloges de la part du public. Celles-ci ouvrent la voie aux tournées américaines de la D'Oyly Carte Opera Company dans les années 1930. Le magazine Time écrit sur la production d'Iolanthe d'Ames :
"Il est généralement admis que, dans ce spectacle, il a fait le meilleur travail de tous les producteurs qui tentent l’une des séries les plus célèbres de notre époque. La seule inquiétude à l’heure est qu’il risque d’être distrait avant d’avoir relancé chacun des opéras de manière égale. Veine heureuse... le spectacle est maintenant accepté comme étant incomparablement la meilleure préparation musicale de ce type en ville et probablement dans le monde".
Dans les années 1920, Ames commence à louer ses théâtres à d'autres producteurs et crée sa dernière pièce à Broadway en 1930. En 1931, au moment de la fin de ses affaires, il vend l'immeuble Little Theatre au New York Times. En 1959, le théâtre est reconverti et brièvement rebaptisé en 1964 : Winthrop Ames Theatre. En 1983, il est renommé Helen Theatre Theatre. En 1932, Ames quitte New York pour se retirer dans le North Easton, mais il contribue à fonder la Cambridge School of Drama. En 1929, il est élu administrateur de Harvard, et, en 1936, vice-président de l'Institut national des arts et des lettres.
En 1913, en plus de l'écriture de l'adaptation de Snow White à ses enfants, Ames est mandaté par la Famous Players Lasky Corporation pour écrire le scénario de leurs films de 1916 : Oliver Twist et Snow White. Il a également traduit Le Marchand de Paris du français en 1930, et écrit d'autres pièces de théâtre.
Ames meurt d'une pneumonie en 1937, à Boston, trois semaines avant son 67e anniversaire, et est enterré à North Easton. Comme d'autres producteurs de théâtre influents de Broadway, la ressemblance d'Ames est capturée dans une caricature par Alex Gard pour le mur du restaurant Sardi's, le New York City Theatre District. La photo fait maintenant partie de la collection de la bibliothèque publique de New York.
Ames est admis, à titre posthume, au Temple de la renommée du théâtre américain en 1981.